# Horn (Dolní Rakousy)
Horn (česky zastarale Rohy) je okresní město v Dolních Rakousích ve východní části Waldviertelu (Lesní čtvrti). Žije zde přibližně 6 500 obyvatel.

## Geografie
Horn leží v klimaticky příznivé Hornské kotlině (Horner Becken) v nadmořské výšce asi 311 m n. m.
Dopravní spojení s Vídní zajišťuje silnice B4 (zvaná též Horner Straße, dříve Prager Straße). Železniční spojení zajišťuje od roku 1899 dráha Sigmundsherberg – Hadersdorf am Kamp (zvaná Kamptalbahn).

## Politika
Městská rada se skládá z 29 členů.

### Starostové
- do roku 2010 Alexander Klik (ÖVP)
- od 2010 do 2022 Jürgen Maier (ÖVP)
- od roku 2022 Gerhard Lentschig (ÖVP)

## Galerie

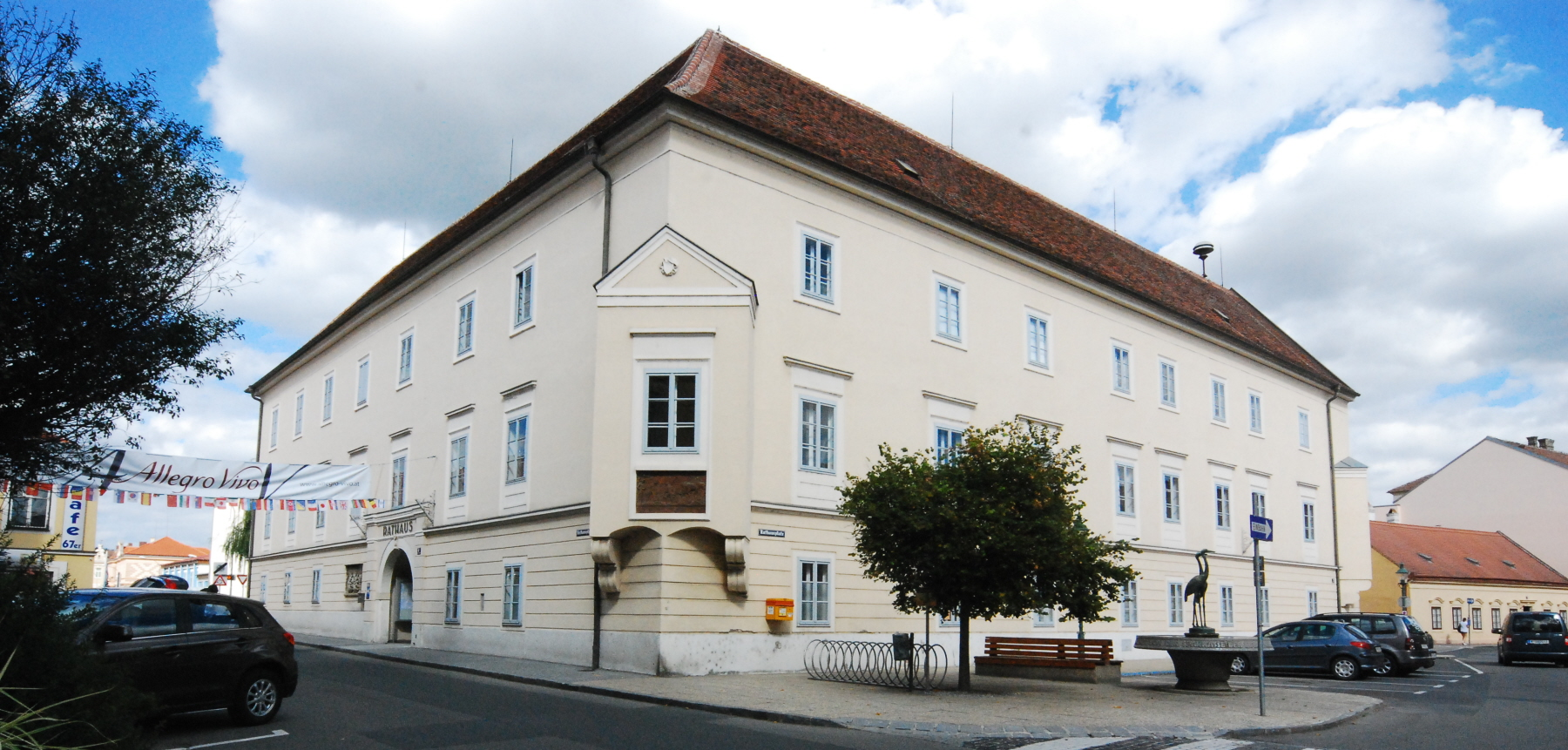
Radnice
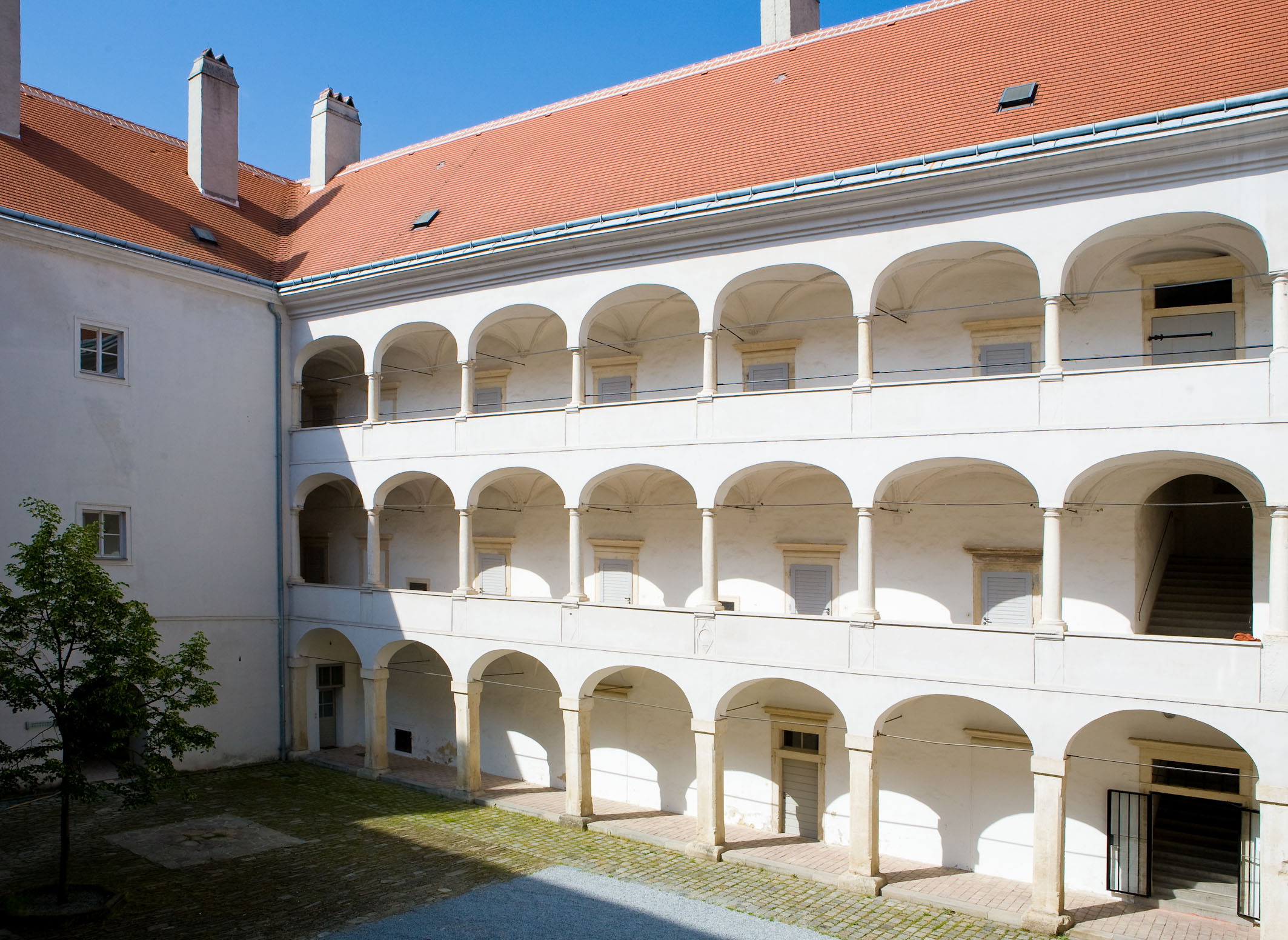
Podloubí
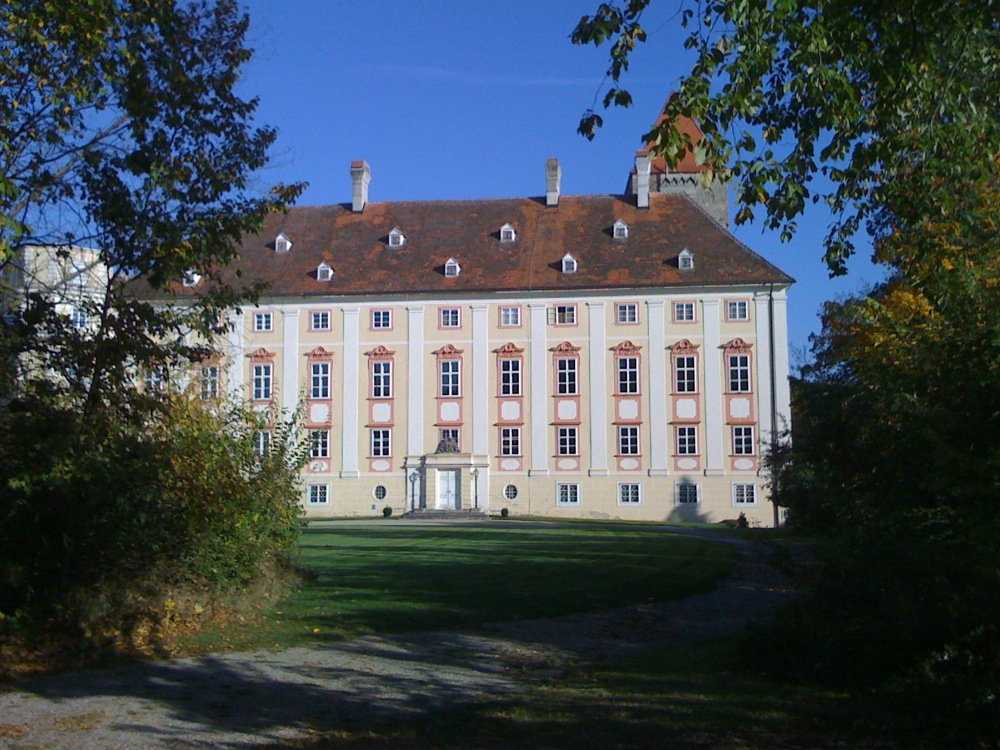
Zámek